# Craig Virgin

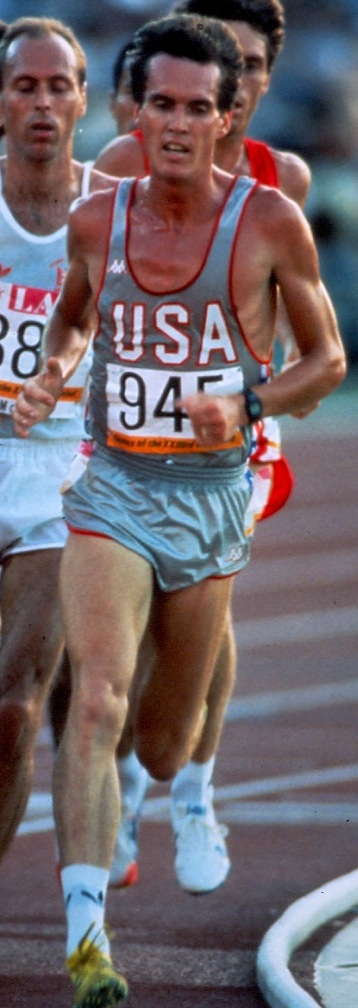
Craig Virgin bei den Olympischen Spielen 1984

Craig Virgin (Craig Steven Virgin; * 2. August 1955 in Belleville, Illinois) ist ein ehemaliger US-amerikanischer Langstreckenläufer.
Virgin wuchs auf dem Bauernhof seiner Familie in der Nähe von Lebanon (Illinois) auf. Ein Geburtsfehler an seiner Harnblase wirkte sich lebensbedrohend aus und konnte erst operativ beseitigt werden, als er schon ein Teenager war. Als Schüler an der Lebanon High School spielte er zunächst Basketball und fing dann auf Empfehlung seines Trainers, der sein Ausdauertalent erkannte, mit dem Crosslauf an. Als Student an der University of Illinois at Urbana-Champaign wurde er 1975 NCAA-Meister im Crosslauf. Im Jahr darauf qualifizierte er sich über 10.000 Meter für die Olympischen Spiele in Montreal, schied dort aber im Vorlauf aus.
1978 und 1979 wurde er nationaler Meister über 10.000 Meter, das zweite Mal mit dem US-Rekord von 27:39,4 min. 1980 siegte er bei den Crosslauf-Weltmeisterschaften. Im Sommer stellte er mit 27:29,16 min einen weiteren US-Rekord auf und war damit nach Henry Rono der zweite Läufer überhaupt, der die 27:30-Minuten-Marke unterbot. Der Olympiaboykott seines Landes verhinderte eine Teilnahme an den Olympischen Spielen in Moskau.
Im darauffolgenden Jahr verteidigte er seinen Titel bei den Crosslauf-Weltmeisterschaften und wurde Zweiter beim Boston-Marathon. 1982 wurde er zum dritten Mal US-Meister über 10.000 Meter. 1984 qualifizierte er sich zum dritten Mal für Olympia, kam aber bei den Spielen in Los Angeles erneut nicht über den Vorlauf hinaus.
1992 beendete er seine leistungssportliche Karriere und konzentrierte sich nun auf das von ihm gegründete Sportmarketing-Unternehmen Front Runner Inc. 1993 musste seine rechte Niere operativ entfernt werden. 1997 stieß sein Auto mit dem einer Geisterfahrerin zusammen. Virgin erlitt so schwere Verletzungen, dass die Rehabilitation sich über mehrere Jahre hinzog.

## Persönliche Bestzeiten
- 3000 m: 7:48,2 min, 9. Juli 1979, Berkeley
- 5000 m: 13:19,1 min, 15. Juli 1980, Oslo
- 10.000 m: 27:29,16 min, 17. Juli 1980, Paris
- 10-km-Straßenlauf: 28:03 min, 4. Juli 1981, Atlanta
- Halbmarathon: 1:02:31 h, 27. Januar 1980, New Orleans
- Marathon: 2:10:27 h, 20. April 1981, Boston